# Parc de la Ville (Téhéran)
Le parc de la Ville (en persan, پارک شهر Park-e Shahr) est un grand jardin public de Téhéran, capitale de l'Iran, inauguré en 1960.

## Situation
Situé au centre de la ville, dans le 12e arrondissement, le parc est un quadrilatère de 26 hectares délimité au nord par la rue du Docteur Bâkhsh, à l'est par l'avenue Kayyam, au sud par la rue Behesht et à l'ouest par l'avenue Vahadet-e Eslami. Il s'étend au nord-ouest du palais du Golestan.
Accessible par deux entrées principales, au nord et au sud, le parc boisé abrite un aquarium, un bassin où on peut faire du nautisme, une piscine et une bibliothèque. Près de l'entrée nord s'élève le musée de la paix.

## Transports
Une station d'autobus est située en face de l'entrée nord du parc. Il est situé à proximité des stations de métro Imam Khomeini, sur les lignes 1 et 2, et Hasan Abad, sur la ligne 2.

## Galerie

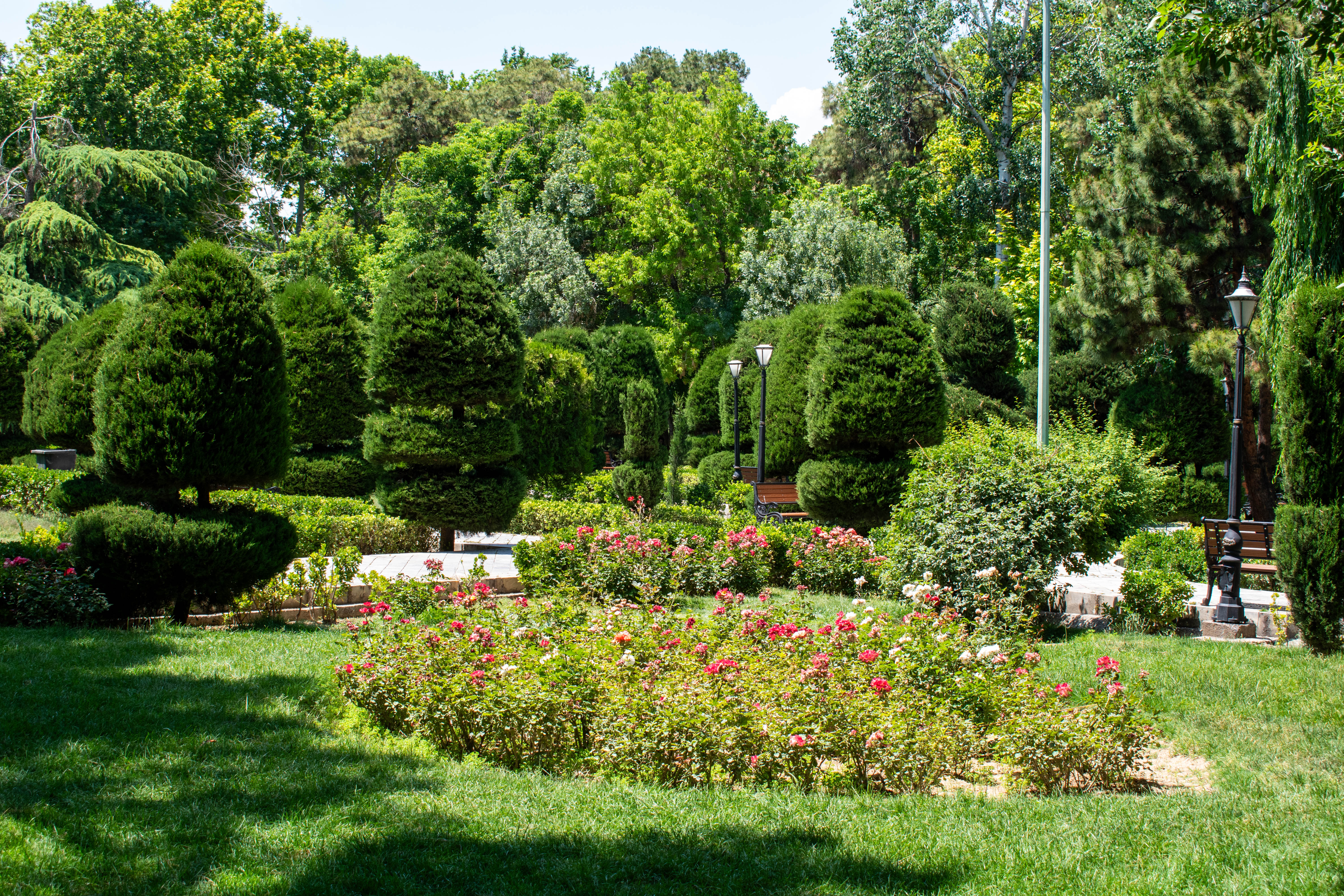
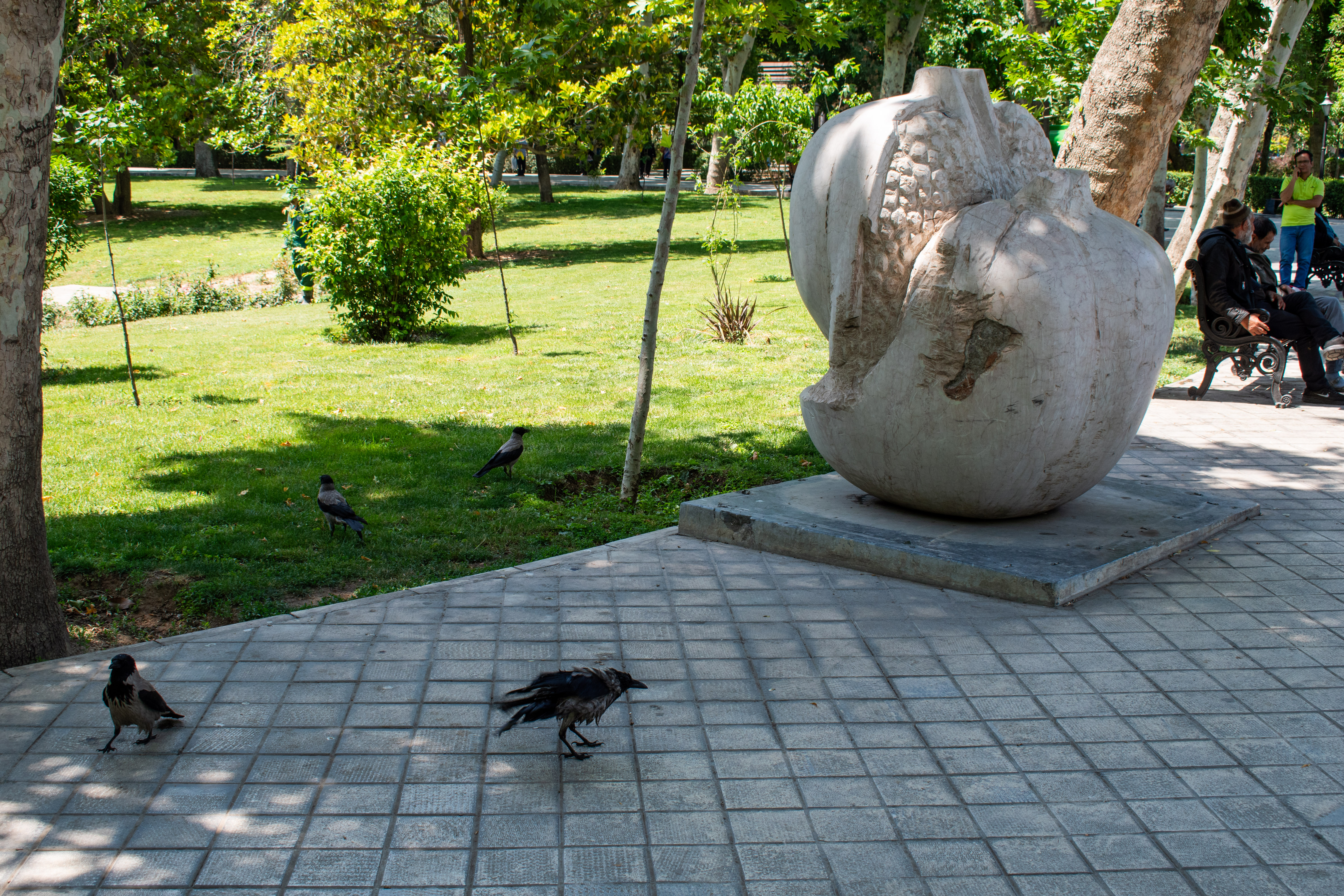
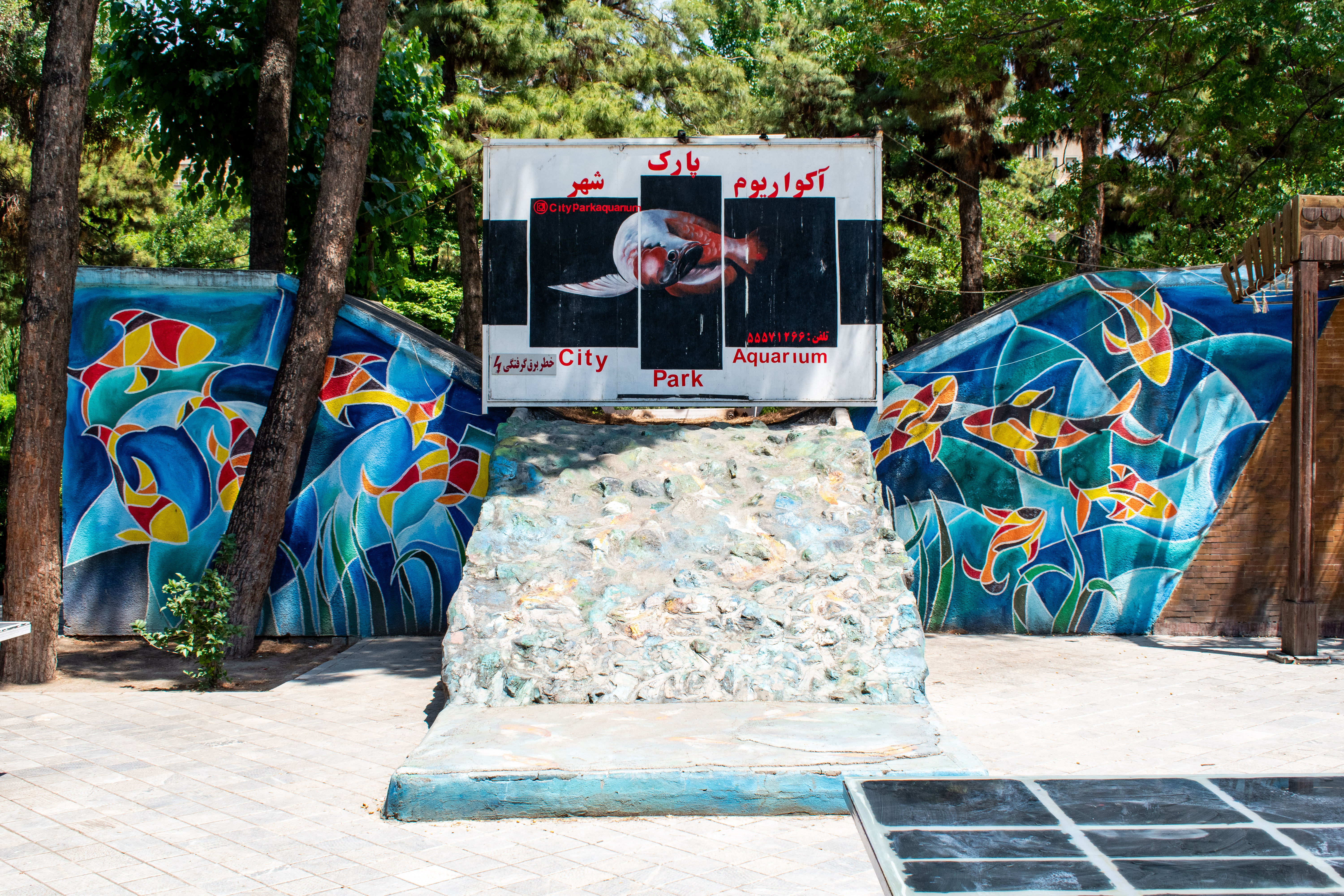
L'entrée de l'aquarium.
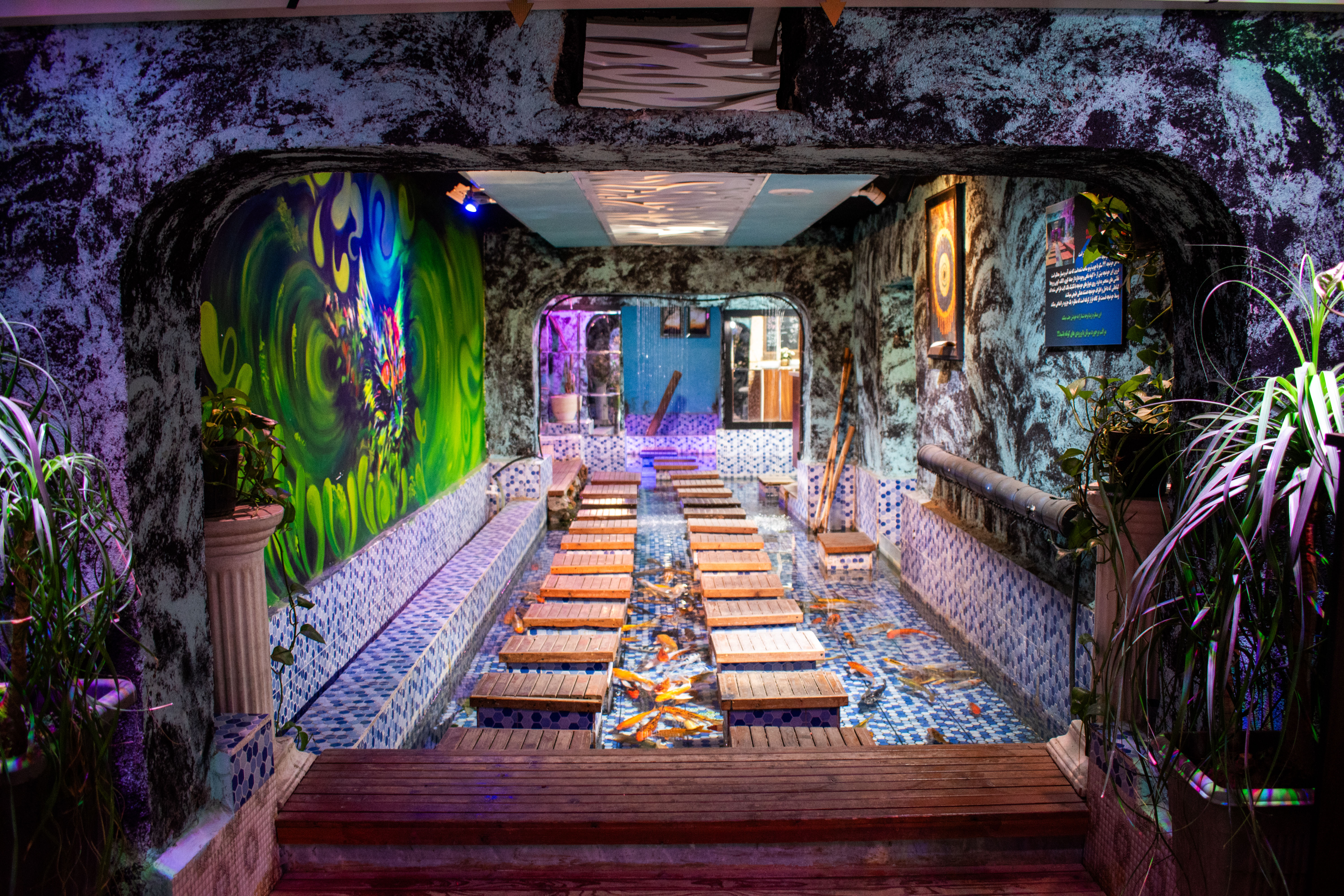
L'aquarium.